# Campo cerrado

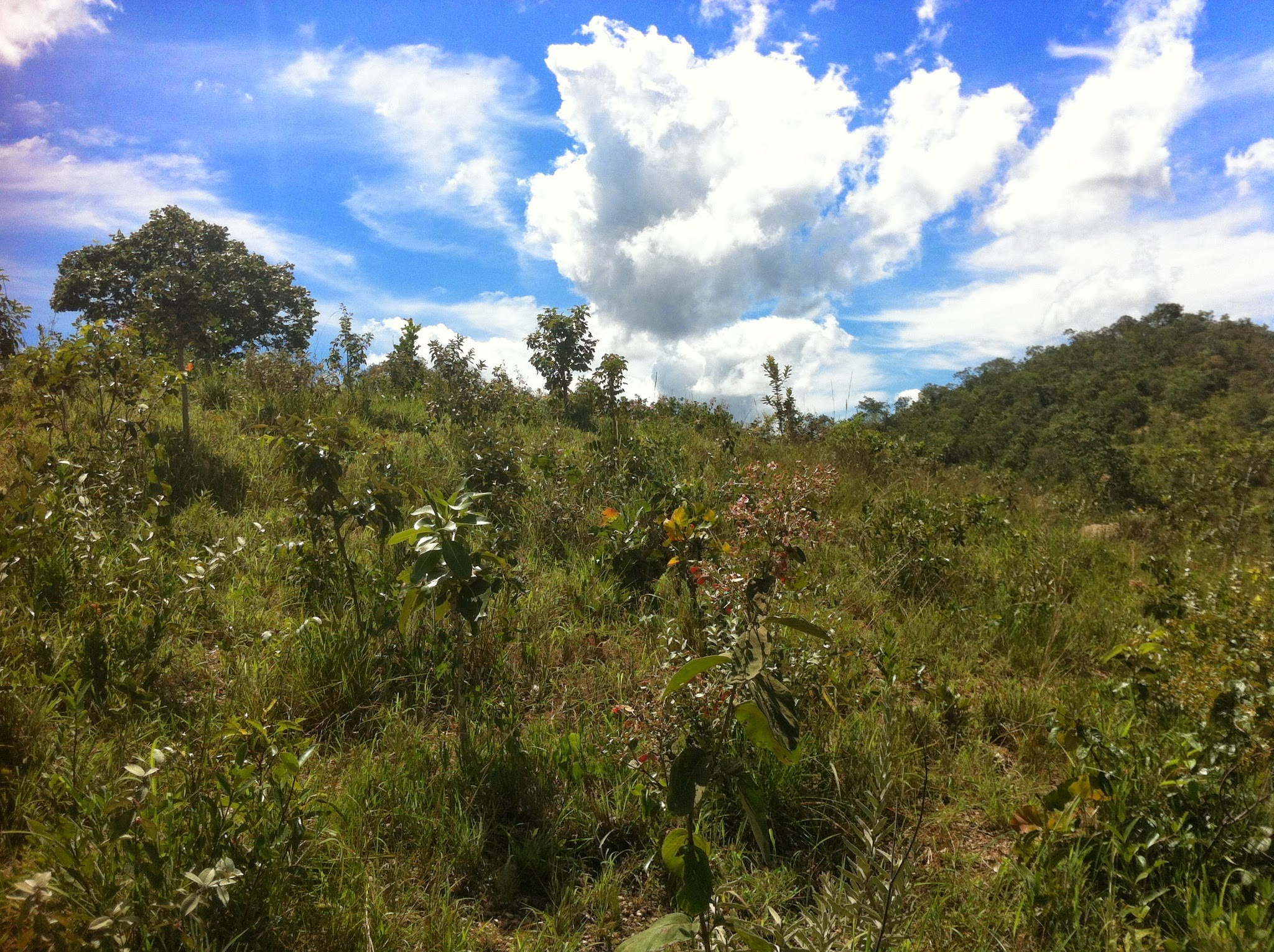
Campo cerrado em área com influência antrópica em Padre Bernardo, GO.

Campo cerrado ou caatininga é um tipo de vegetação campestre, com predomínio de gramíneas, pequenas árvores e arbustos bastante esparsos entre si e árvores geralmente isoladas. Trata-se de uma transição entre o campo e os demais tipo de vegetação ou às vezes um resultado da degradação do cerrado.
Prejudicado na estação seca pelos incêndios anuais provocados pelo homem.